# Carcinocaris serrichelata
Carcinocaris serrichelata is een eenoogkreeftjessoort uit de familie van de Laophontidae. De wetenschappelijke naam van de soort is voor het eerst geldig gepubliceerd in 2006 door Cottarelli, Bruno & Berera.